# Campionati europei di atletica leggera 2012 - Eptathlon
Le gare dell'eptathlon femminile si sono tenute il 29 e 30 giugno 2012.

## Risultati

### 100 m ostacoli
Wind:
Heat 1: -1.1 m/s, Heat 2: +0.3 m/s, Heat 3: +0.4 m/s
| Rank | Heat | Lane | Name                       | Nationality | Time  | Notes | Points |
| ---- | ---- | ---- | -------------------------- | ----------- | ----- | ----- | ------ |
| 1    | 3    | 1    | Antoinette Nana Djimou Ida | Francia     | 13.11 | PB    | 1108   |
| 2    | 2    | 6    | Grit Šadeiko               | Estonia     | 13.36 | PB    | 1071   |
| DQ   | 3    | 7    | Ljudmyla Josypenko         | Ucraina     | 13.42 | =PB   | 1062   |
| 3    | 3    | 5    | Laura Ikauniece            | Lettonia    | 13.53 | PB    | 1046   |
| 4    | 2    | 5    | Aiga Grabuste              | Lettonia    | 13.66 | SB    | 1027   |
| 4    | 3    | 4    | Ekaterina Bol'šova         | Russia      | 13.66 |       | 1027   |
| 6    | 2    | 7    | Carolin Schäfer            | Germania    | 13.68 | PB    | 1024   |
| 6    | 2    | 3    | Claudia Rath               | Germania    | 13.68 | PB    | 1024   |
| 8    | 2    | 2    | Blandine Maisonnier        | Francia     | 13.77 |       | 1011   |
| 9    | 1    | 6    | Sofía Ifadídou             | Grecia      | 13.82 |       | 1004   |
| 10   | 1    | 4    | Remona Fransen             | Paesi Bassi | 13.88 | SB    | 995    |
| 11   | 3    | 3    | Jessica Samuelsson         | Svezia      | 13.92 |       | 990    |
| 12   | 3    | 6    | Jana Panteleeva            | Russia      | 14.00 |       | 978    |
| 13   | 2    | 4    | Eliška Klučinová           | Rep. Ceca   | 14.03 | PB    | 974    |
| 14   | 1    | 2    | Ida Marcussen              | Norvegia    | 14.08 | SB    | 967    |
| 15   | 1    | 3    | Györgyi Farkas             | Ungheria    | 14.23 |       | 946    |
| 16   | 3    | 2    | Sara Aerts                 | Belgio      | 14.25 |       | 943    |
| 17   | 1    | 7    | Niina Kelo                 | Finlandia   | 14.35 | SB    | 929    |
| 18   | 1    | 5    | Alina F'odorova            | Ucraina     | 14.49 |       | 910    |

### Salto in alto
| Rank | Group | Name                       | Nationality | 1.53 | 1.56 | 1.59 | 1.62 | 1.65 | 1.68 | 1.71 | 1.74 | 1.77 | 1.80 | 1.83 | 1.86 | 1.89 | Result | Notes | Points |
| ---- | ----- | -------------------------- | ----------- | ---- | ---- | ---- | ---- | ---- | ---- | ---- | ---- | ---- | ---- | ---- | ---- | ---- | ------ | ----- | ------ |
| 1    | B     | Ekaterina Bol'šova         | Russia      | –    | –    | –    | –    | –    | –    | o    | o    | o    | o    | xxo  | o    | xxx  | 1.86   |       | 1054   |
| 2    | B     | Eliška Klučinová           | Rep. Ceca   | –    | –    | –    | –    | –    | –    | –    | o    | o    | o    | o    | xxx  |      | 1.83   |       | 1016   |
| 3    | B     | Laura Ikauniece            | Lettonia    | –    | –    | –    | –    | –    | –    | o    | o    | o    | o    | xo   | xxx  |      | 1.83   | PB    | 1016   |
| 4    | A     | Remona Fransen             | Paesi Bassi | –    | –    | –    | –    | –    | –    | o    | o    | o    | o    | xxx  |      |      | 1.80   |       | 978    |
| 5    | B     | Alina F'odorova            | Ucraina     | –    | –    | –    | o    | –    | o    | o    | xo   | o    | o    | xxx  |      |      | 1.80   |       | 978    |
| 6    | B     | Blandine Maisonnier        | Francia     | –    | –    | –    | –    | –    | –    | o    | o    | o    | xxo  | xxx  |      |      | 1.80   |       | 978    |
| 6    | B     | Györgyi Farkas             | Ungheria    | –    | –    | –    | –    | o    | –    | o    | –    | o    | xxo  | xxx  |      |      | 1.80   |       | 978    |
| 8    | B     | Claudia Rath               | Germania    | –    | –    | –    | –    | o    | o    | o    | o    | o    | xxx  |      |      |      | 1.77   | SB    | 941    |
| 9    | A     | Grit Šadeiko               | Estonia     | –    | –    | –    | –    | o    | o    | o    | xo   | o    | xxx  |      |      |      | 1.77   |       | 941    |
| 10   | A     | Jessica Samuelsson         | Svezia      | –    | –    | –    | –    | o    | o    | o    | xxo  | o    | xxx  |      |      |      | 1.77   | PB    | 941    |
| 10   | B     | Antoinette Nana Djimou Ida | Francia     | –    | –    | –    | –    | –    | –    | xo   | xo   | o    | xxx  |      |      |      | 1.77   |       | 941    |
| 12   | B     | Jana Panteleeva            | Russia      | –    | –    | –    | –    | –    | o    | o    | o    | xxo  | xxx  |      |      |      | 1.77   | PB    | 941    |
| DQ   | B     | Ljudmyla Josypenko         | Ucraina     | –    | –    | –    | xo   | o    | o    | o    | xo   | xxo  | xxx  |      |      |      | 1.77   |       | 941    |
| 13   | A     | Aiga Grabuste              | Lettonia    | –    | –    | –    | –    | o    | –    | o    | xo   | xxx  |      |      |      |      | 1.74   |       | 903    |
| 14   | A     | Carolin Schäfer            | Germania    | –    | –    | –    | –    | o    | o    | o    | xxo  | xxx  |      |      |      |      | 1.74   |       | 903    |
| 15   | A     | Ida Marcussen              | Norvegia    | –    | –    | –    | o    | o    | xo   | xxo  | xxx  |      |      |      |      |      | 1.71   | SB    | 867    |
| 16   | A     | Sofía Ifadídou             | Grecia      | –    | o    | o    | o    | o    | xxx  |      |      |      |      |      |      |      | 1.65   |       | 795    |
| 17   | A     | Niina Kelo                 | Finlandia   | o    | o    | o    | o    | xxo  | xxx  |      |      |      |      |      |      |      | 1.65   | =SB   | 795    |
|      | A     | Sara Aerts                 | Belgio      |      |      |      |      |      |      |      |      |      |      |      |      |      | DNS    |       | 0      |

### Getto del peso
| Rank        | Group | Name                       | Nationality | #1    | #2    | #3    | Result | Notes | Points |
| ----------- | ----- | -------------------------- | ----------- | ----- | ----- | ----- | ------ | ----- | ------ |
| 1           | B     | Niina Kelo                 | Finlandia   | 14.28 | 14.96 | 15.06 | 15.06  | SB    | 865    |
| 2           | B     | Jessica Samuelsson         | Svezia      | x     | 14.61 | 14.91 | 14.91  | SB    | 855    |
| 3           | B     | Alina F'odorova            | Ucraina     | 14.39 | 14.71 | 14.48 | 14.71  | PB    | 841    |
| DQ          | B     | Ljudmyla Josypenko         | Ucraina     | 14.32 | x     | 14.06 | 14.32  | PB    | 815    |
| 4           | B     | Eliška Klučinová           | Rep. Ceca   | 12.46 | 14.21 | x     | 14.21  | SB    | 808    |
| 5           | A     | Aiga Grabuste              | Lettonia    | 13.52 | x     | 13.14 | 13.52  |       | 762    |
| 6           | B     | Antoinette Nana Djimou Ida | Francia     | 13.48 | x     | x     | 13.48  |       | 759    |
| 7           | A     | Ida Marcussen              | Norvegia    | 13.23 | 13.10 | 13.29 | 13.29  |       | 747    |
| 8           | A     | Remona Fransen             | Paesi Bassi | 13.11 | 12.89 | 13.16 | 13.16  |       | 738    |
| 9           | B     | Jana Panteleeva            | Russia      | 12.78 | 13.01 | x     | 13.01  |       | 728    |
| 10          | A     | Claudia Rath               | Germania    | 12.16 | 12.58 | 12.88 | 12.88  |       | 719    |
| 11          | B     | Carolin Schäfer            | Germania    | x     | 12.70 | 12.06 | 12.70  |       | 707    |
| 12          | A     | Sofía Ifadídou             | Grecia      | 11.95 | 12.56 | 12.65 | 12.65  |       | 704    |
| 13          | A     | Györgyi Farkas             | Ungheria    | 12.51 | 12.62 | 12.35 | 12.62  |       | 702    |
| 14          | A     | Grit Šadeiko               | Estonia     | 12.32 | 12.14 | 12.56 | 12.56  | PB    | 698    |
| 15          | B     | Ekaterina Bol'šova         | Russia      | 12.36 | 12.28 | 12.07 | 12.36  |       | 685    |
| 16          | A     | Blandine Maisonnier        | Francia     | 11.54 | 12.22 | x     | 12.22  |       | 676    |
| 17          | A     | Laura Ikauniece            | Lettonia    | 11.28 | 11.34 | 11.81 | 11.81  |       | 649    |
| Template:Hs | B     | Sara Aerts                 | Belgio      |       |       |       | DNS    |       | 0      |

### 200 m piani
Wind:
Heat 1: 0.0 m/s, Heat 2: -0.5 m/s, Heat 3: -0.4 m/s
| Rank | Heat | Lane | Name                       | Nationality | Time  | Notes | Points |
| ---- | ---- | ---- | -------------------------- | ----------- | ----- | ----- | ------ |
| 1    | 1    | 7    | Grit Šadeiko               | Estonia     | 24.10 | PB    | 971    |
| DQ   | 3    | 2    | Ljudmyla Josypenko         | Ucraina     | 24.14 |       | 967    |
| 2    | 3    | 6    | Carolin Schäfer            | Germania    | 24.19 | PB    | 963    |
| 3    | 3    | 7    | Jessica Samuelsson         | Svezia      | 24.30 |       | 952    |
| 4    | 3    | 5    | Ekaterina Bol'šova         | Russia      | 24.32 |       | 950    |
| 5    | 3    | 4    | Laura Ikauniece            | Lettonia    | 24.36 | PB    | 946    |
| 6    | 1    | 2    | Aiga Grabuste              | Lettonia    | 24.47 |       | 936    |
| 7    | 2    | 3    | Antoinette Nana Djimou Ida | Francia     | 24.52 | SB    | 931    |
| 8    | 3    | 8    | Claudia Rath               | Germania    | 24.54 | SB    | 929    |
| 9    | 2    | 6    | Eliška Klučinová           | Rep. Ceca   | 24.56 | PB    | 928    |
| 10   | 1    | 3    | Remona Fransen             | Paesi Bassi | 24.59 |       | 925    |
| 11   | 2    | 2    | Blandine Maisonnier        | Francia     | 24.90 |       | 896    |
| 12   | 2    | 5    | Ida Marcussen              | Norvegia    | 25.14 | SB    | 874    |
| 13   | 2    | 7    | Alina F'odorova            | Ucraina     | 25.27 |       | 862    |
| 14   | 2    | 4    | Jana Panteleeva            | Russia      | 25.60 |       | 833    |
| 15   | 1    | 4    | Sofía Ifadídou             | Grecia      | 25.62 | SB    | 831    |
| 16   | 1    | 6    | Györgyi Farkas             | Ungheria    | 25.74 |       | 820    |
| 17   | 1    | 5    | Niina Kelo                 | Finlandia   | 26.12 | SB    | 787    |
|      | 3    | 3    | Sara Aerts                 | Belgio      | DNS   |       | 0      |

### Salto in lungo
| Rank | Group | Name                       | Nationality | #1   | #2   | #3   | Result | Notes | Points |
| ---- | ----- | -------------------------- | ----------- | ---- | ---- | ---- | ------ | ----- | ------ |
| 1    | A     | Aiga Grabuste              | Lettonia    | 6.46 | 6.42 | x    | 6.46   |       | 994    |
| 2    | B     | Antoinette Nana Djimou Ida | Francia     | 6.32 | 6.28 | 6.42 | 6.42   | PB    | 981    |
| 3    | A     | Claudia Rath               | Germania    | 6.42 | x    | 6.17 | 6.42   | SB    | 981    |
| 4    | B     | Laura Ikauniece            | Lettonia    | 6.28 | 6.31 | x    | 6.31   | PB    | 946    |
| 5    | A     | Ekaterina Bol'šova         | Russia      | 6.22 | 6.14 | 6.30 | 6.30   |       | 943    |
| 6    | A     | Blandine Maisonnier        | Francia     | 6.27 | x    | 5.25 | 6.27   |       | 934    |
| 7    | B     | Jessica Samuelsson         | Svezia      | 6.02 | 6.18 | x    | 6.18   | SB    | 905    |
| 8    | B     | Grit Šadeiko               | Estonia     | 5.97 | 6.05 | 6.18 | 6.18   |       | 905    |
| 9    | B     | Ida Marcussen              | Norvegia    | 6.18 | 6.14 | 5.84 | 6.18   | SB    | 905    |
| DQ   | A     | Ljudmyla Josypenko         | Ucraina     | 6.03 | 6.08 | 6.14 | 6.14   |       | 893    |
| 10   | A     | Alina F'odorova            | Ucraina     | x    | x    | 6.11 | 6.11   |       | 883    |
| 11   | A     | Eliška Klučinová           | Rep. Ceca   | 6.09 | 5.81 | 6.09 | 6.09   |       | 877    |
| 12   | B     | Remona Fransen             | Paesi Bassi | x    | 6.00 | 6.03 | 6.03   |       | 859    |
| 13   | A     | Györgyi Farkas             | Ungheria    | 5.80 | x    | 5.92 | 5.92   |       | 825    |
| 14   | B     | Carolin Schäfer            | Germania    | 5.71 | 5.91 | 5.83 | 5.91   | SB    | 822    |
| 15   | B     | Niina Kelo                 | Finlandia   | 5.46 | 5.58 | 5.55 | 5.58   | =SB   | 723    |
| 16   | B     | Sofía Ifadídou             | Grecia      | 5.52 | x    | –    | 5.52   |       | 706    |
| NCL  | A     | Jana Panteleeva            | Russia      | x    | x    | x    | NM     |       | 0      |

### Lancio del giavellotto
| Rank | Group | Name                       | Nationality | #1    | #2    | #3    | Result | Notes | Points |
| ---- | ----- | -------------------------- | ----------- | ----- | ----- | ----- | ------ | ----- | ------ |
| 1    | A     | Antoinette Nana Djimou Ida | Francia     | 55.82 | 43.67 | 47.79 | 55.82  | PB    | 973    |
| DQ   | A     | Ljudmyla Josypenko         | Ucraina     | 49.61 | 49.01 | x     | 49.61  | SB    | 853    |
| 2    | A     | Niina Kelo                 | Finlandia   | 45.50 | 49.02 | 47.69 | 49.02  |       | 841    |
| 3    | A     | Carolin Schäfer            | Germania    | 48.81 | x     | x     | 48.81  |       | 837    |
| 4    | A     | Laura Ikauniece            | Lettonia    | x     | 46.38 | 47.32 | 47.32  |       | 808    |
| 5    | B     | Ida Marcussen              | Norvegia    | 44.10 | x     | 46.03 | 46.03  | SB    | 783    |
| 6    | B     | Aiga Grabuste              | Lettonia    | 45.85 | x     | x     | 45.85  |       | 780    |
| 7    | A     | Györgyi Farkas             | Ungheria    | 43.13 | 45.81 | 43.65 | 45.81  | SB    | 779    |
| 8    | A     | Grit Šadeiko               | Estonia     | 44.27 | 44.86 | 45.38 | 45.38  |       | 771    |
| 9    | A     | Eliška Klučinová           | Rep. Ceca   | 42.58 | x     | x     | 42.58  |       | 717    |
| 10   | B     | Ekaterina Bol'šova         | Russia      | 33.31 | 40.47 | x     | 40.47  | PB    | 676    |
| 11   | B     | Claudia Rath               | Germania    | 32.51 | 34.06 | 39.99 | 39.99  |       | 667    |
| 12   | B     | Blandine Maisonnier        | Francia     | 37.55 | 37.40 | 38.96 | 38.96  |       | 647    |
| 13   | B     | Jana Panteleeva            | Russia      | 38.45 | x     | x     | 38.45  |       | 638    |
| 14   | B     | Jessica Samuelsson         | Svezia      | 37.04 | 38.34 | 35.59 | 38.34  |       | 635    |
| 15   | B     | Alina F'odorova            | Ucraina     | 35.03 | 36.09 | 38.12 | 38.12  | SB    | 631    |
| 16   | B     | Remona Fransen             | Paesi Bassi | 33.78 | 32.42 | 34.78 | 34.78  |       | 567    |
|      | A     | Sofía Ifadídou             | Grecia      |       |       |       | DNS    |       | 0      |

### 800 m piani
| Rank | Heat | Lane | Name                       | Nationality | Result  | Notes | Points |
| ---- | ---- | ---- | -------------------------- | ----------- | ------- | ----- | ------ |
| 1    | 2    | 8    | Jessica Samuelsson         | Svezia      | 2:08.70 | SB    | 984    |
| 2    | 2    | 2    | Ekaterina Bol'šova         | Russia      | 2:10.10 | PB    | 963    |
| 3    | 1    | 6    | Claudia Rath               | Germania    | 2:11.09 |       | 949    |
| 4    | 1    | 4    | Ida Marcussen              | Norvegia    | 2:12.36 | SB    | 930    |
| 5    | 2    | 4    | Laura Ikauniece            | Lettonia    | 2:12.82 | PB    | 924    |
| 6    | 2    | 6    | Aiga Grabuste              | Lettonia    | 2:12.90 | PB    | 923    |
| 7    | 1    | 1    | Remona Fransen             | Paesi Bassi | 2:14.37 |       | 902    |
| 8    | 1    | 8    | Blandine Maisonnier        | Francia     | 2:16.86 |       | 867    |
| DQ   | 2    | 3    | Ljudmyla Josypenko         | Ucraina     | 2:17.63 |       | 856    |
| 9    | 1    | 3    | Alina F'odorova            | Ucraina     | 2:17.77 |       | 854    |
| 10   | 2    | 5    | Antoinette Nana Djimou Ida | Francia     | 2:17.99 | SB    | 851    |
| 11   | 2    | 7    | Eliška Klučinová           | Rep. Ceca   | 2:19.47 |       | 831    |
| 12   | 1    | 5    | Györgyi Farkas             | Ungheria    | 2:19.93 |       | 824    |
| 13   | 1    | 7    | Niina Kelo                 | Finlandia   | 2:25.38 |       | 752    |
| 14   | 1    | 2    | Carolin Schäfer            | Germania    | 2:25.79 |       | 747    |
|      | 1    | 7    | Jana Panteleeva            | Russia      | DNS     |       | 0      |
|      | 2    | 1    | Grit Šadeiko               | Estonia     | DNS     |       | 0      |

### Classifica finale
| Pos | Nome                       | Nazione     | Punti | Note   |
| --- | -------------------------- | ----------- | ----- | ------ |
| 1   | Antoinette Nana Djimou Ida | Francia     | 6544  | PB     |
| DQ  | Ljudmyla Josypenko         | Ucraina     | 6387  | Doping |
| 2   | Laura Ikauniece            | Lettonia    | 6335  | PB     |
| 3   | Aiga Grabuste              | Lettonia    | 6325  |        |
| 4   | Ekaterina Bol'šova         | Russia      | 6298  |        |
| 5   | Jessica Samuelsson         | Svezia      | 6262  | PB     |
| 6   | Claudia Rath               | Germania    | 6210  | PB     |
| 7   | Eliška Klučinová           | Rep. Ceca   | 6151  |        |
| 8   | Ida Marcussen              | Norvegia    | 6073  | SB     |
| 9   | Blandine Maisonnier        | Francia     | 6009  |        |
| 10  | Carolin Schäfer            | Germania    | 6003  |        |
| 11  | Remona Fransen             | Paesi Bassi | 5964  |        |
| 12  | Alina F'odorova            | Ucraina     | 5959  |        |
| 13  | Györgyi Farkas             | Ungheria    | 5874  |        |
| 14  | Niina Kelo                 | Finlandia   | 5692  |        |
|     | Grit Šadeiko               | Estonia     | DNF   |        |
|     | Jana Panteleeva            | Russia      | DNF   |        |
|     | Sofía Ifadídou             | Grecia      | DNF   |        |
|     | Sara Aerts                 | Belgio      | DNF   |        |